# Aeropuerto de Joló
El Aeropuerto de Joló (en tagalo: Paliparang ng Jolo) (IATA: JOL, ICAO: RPMJ) es el aeropuerto que sirve el área general de Joló, situada en la provincia de Joló (Sulu) en Filipinas. Es el único aeropuerto que existe en la región. El aeropuerto está clasificado como principal de Clase 2 (nacional menor) por la Autoridad de Aviación Civil de Filipinas, un organismo del Departamento de Transportes y Comunicaciones que se encarga de las operaciones, no solo de este aeropuerto, sino también de todos los demás aeropuertos de Filipinas, excepto los principales aeropuertos internacionales.
El aeropuerto fue construido en la década de 1940 durante la Segunda Guerra Mundial como un punto de parada para los aviones de combate de Estados Unidos. En ese momento, tenía una pista de aterrizaje de 1.000 metros. 
Al final de la guerra, el aeropuerto, entonces propiedad de los militares de Estados Unidos, fue entregado al gobierno provincial de Sulu. El aeropuerto fue ampliado en 1965 por el presidente Ferdinand Marcos, que ordenó construir una pista de 1.200 metros.  Marcos más adelante pidió que la pista se ampliara unos 500 metros, aunque la pista se reduciría de nuevo a su tamaño de 1965.